# Parti fusion des sociaux-démocrates haïtiens
 (décembre 2019).
Si vous disposez d'ouvrages ou d'articles de référence ou si vous connaissez des sites web de qualité traitant du thème abordé ici, merci de compléter l'article en donnant les références utiles à sa vérifiabilité et en les liant à la section « Notes et références ».
Le Parti fusion des sociaux-démocrates haïtiens (en anglais : Fusion of Haitian Social Democrats) est un parti politique haïtien membre de l'Internationale socialiste et de la COPPPAL.